# Фонд In Artibus
Фонд In Artibu (англ. In Artibus Foundation) — некоммерческая организация, созданная для популяризации и исследования произведений нового и классического изобразительного искусства.
Основные направления работы фонда — поддержка культурных инициатив, организация выставок в сотрудничестве с музеями, культурными фондами и частными коллекциями в России и за рубежом, издательская программа, организация и проведение научных конференций, поддержка международных культурных инициатив. Цель фонда — познакомить российского зрителя с зарубежным искусством и открыть европейскому зрителю искусство русское.
Инициатива создания в Москве фонда In Artibus принадлежит коллекционеру и меценату Инне Баженовой. Выставочное пространство фонда открыто в 2014 году.

## Проекты фонда
- Гравюрный кабинет Фрэнсиса Хаскелла (2023-2024)[5][6][7].
- Искусство знания (100-летию со дня рождения Дмитрия Сарабьянова) (2023)[8].
- Ничего, кроме гармонии. Владимир Вейсберг из коллекций ГМИИ им. А. С. Пушкина и Инны Баженовой (2022)[9].
- Французский рисунок XVI-XX веков из коллекции Инны Баженовой (2021)[10].
- А это чей портрет? Русский графический портрет XIX-XXI вв. из частных собраний. (2021)[11].
- Архитектурная графика из частных собраний. (2021).
- Я хотел работать в манере Калло.
- Михаил Рогинский. Прощание с «Розовым забором» (2016).
- Юрий Пальмин. Зимняя поездка. Winterreise.
- Вдохновлённые Римом. К 400-летию Сальватора Розы и Гаспара Дюге. В сотрудничестве с Государственным Эрмитажем, Государственным музеем изобразительных искусств им. А. С. Пушкина, Российской государственной библиотекой.
- Готика Просвещения. Юбилейный год Василия Баженова. В сотрудничестве с  Государственным Музеем Архитектуры им. А. В. Щусева.
- Архив Харджиева. В сотрудничестве с РГАЛИ.
- Рисунки скульпторов. Роден. Майоль. Деспио.
- Михаил Рогинский. По ту сторону красной двери. В рамках XIV Архитектурной биеннале в Венеции (2014).[12]

Выставки из проекта, посвящённого московской школе живописи (совместно с Государственной Третьяковской галереей, Государственным Русским музеем и региональными музеями России):
- Влюблённый в классическое искусство. Живопись и графика Владимира Вейсберга из российских музеев и частных собраний (2014).
- Борис Касаткин. Живопись из российских музеев и частных собраний. (2015).
- Поздний Машков. Живопись из российских музеев и частных собраний. (2016).

Также Фонд сотрудничал с таким зарубежными институциями, как Музей Крёллер-Мюллера (Оттерло, Нидерланды), Музей Тиссена-Борнемисы (Мадрид, Испания), галерея Тейт Модерн (Лондон, Англия), Центр Помпиду (Париж, Франция), Университет Ка’Фоскари (Венеция, Италия), Музей изобразительных искусств (Будапешт, Венгрия) и др..